# Athrypsiastis
Athrypsiastis is een geslacht van vlinders van de familie sikkelmotten (Oecophoridae), uit de onderfamilie Xyloryctinae.

## Soorten
- A. candidella (Walker, 1863)
- A. chionodes Diakonoff, 1954
- A. delicata Diakonoff, 1954
- A. phaeoleuca Meyrick, 1910
- A. rosiflora Meyrick, 1930
- A. salva Meyrick, 1932
- A. symmetra Meyrick, 1915